# میرزانظام
میرزانظام، روستایی در دهستان باروق بخش مرکزی شهرستان باروق در استان آذربایجان غربی ایران است.

## جمعیت
بر پایه سرشماری عمومی نفوس و مسکن در سال ۱۳۹۵، جمعیت این روستا برابر با ۳۶ نفر (۱۰ خانوار) بوده است.